# Sicáncultuur

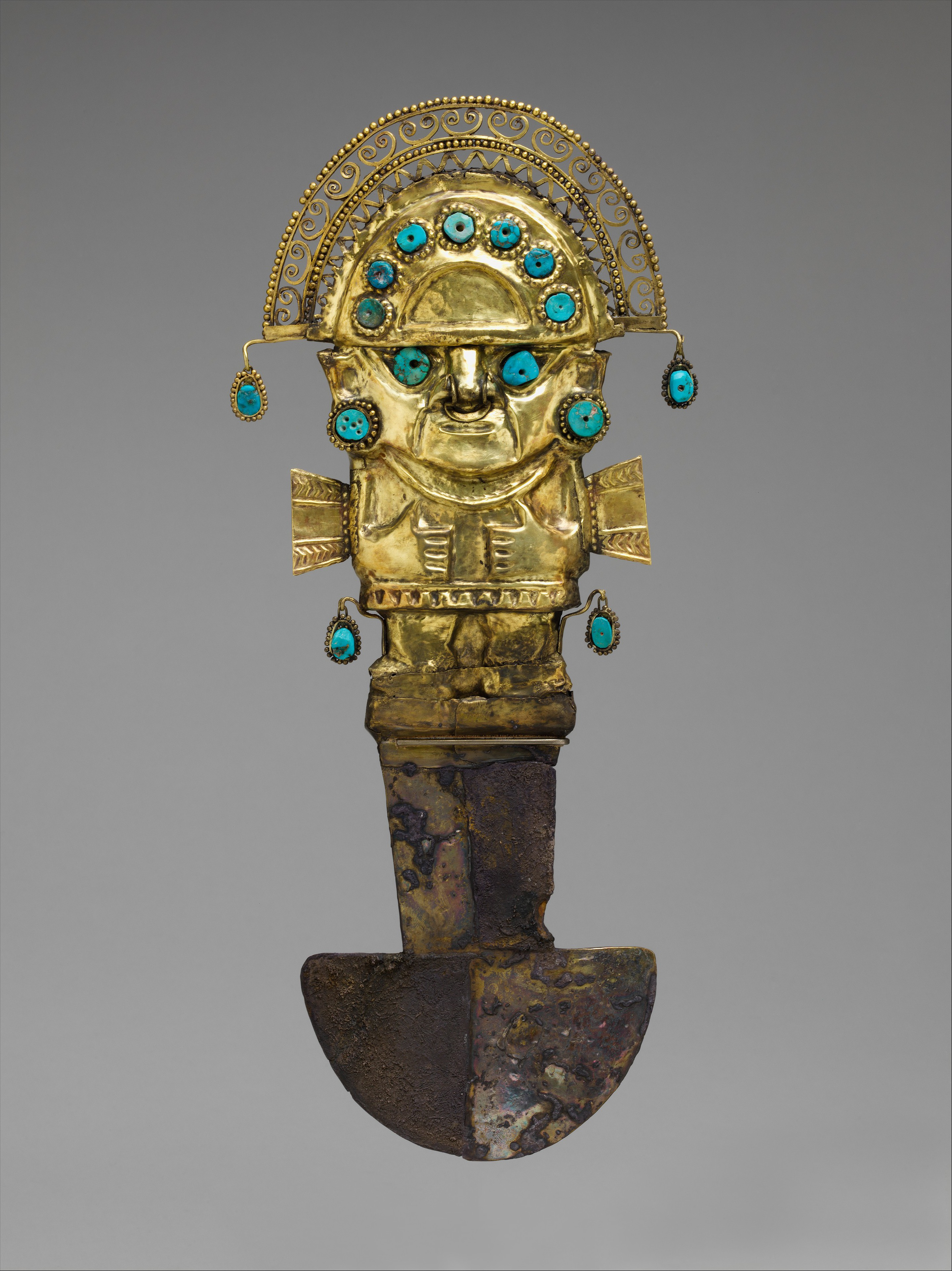
ceremonieel mes

De Sicáncultuur was een precolumbiaanse cultuur die van 750 tot 1375 bestond in het noordwesten van Peru. Ze volgde op de Mochecultuur. Sommige archeologen beschouwen beide als één cultuur. De Sicáncultuur wordt ook wel de Lambayequecultuur genoemd, omdat haar centrum zich in de gelijknamige regio bevond. De naam Sicán is eraan toegekend door de Peruaanse archeoloog Izumi Shimada, oprichter van het Archeologisch Project van Sicán. 
Ze mag niet verward worden met Sipan, de archeologische vindplaats die zich eveneens in de Lambayequevallei bevindt, en waar 14 vorstengraven uit de Mochecultuur gevonden zijn.

## Geschiedenis

### Vroege periode
De vroege periode duurde van rond 750 tot ongeveer 900 AD. Over deze periode is weinig bekend omdat er maar weinig artefacten gevonden zijn. De Sican zou de opvolger kunnen zijn van de Moche omdat de motieven van deze laatste cultuur in de gevonden artefacten voorkomen. De artefacten vertonen overeenkomsten met de Cajamarca, de Wari en de Pachacamac. Resten van archeologische vondsten op verschillende locaties laten zien dat de cultuur handelscontacten onderhielden met volkeren uit Ecuador, omdat er schelpen en slakken gevonden zijn. Er waren ook contacten met volkeren uit Colombia omdat er smaragd en barnsteen gevonden is. Tevens waren er contacten met volkeren uit Chili omdat er chalcanthiet gevonden is. Er waren verder contacten met volkeren uit het gebied van de Marañón omdat er gouden objecten uit dat gebied gevonden zijn. Rond 800 bouwden ze de stad Poma, op de locatie van Batan Grande in de La Leche-vallei.

### Middenperiode
De middenperiode duurde van 900 tot 1100 en was de periode van Sican's culturele bloei. De periode werd afgebakend door culturele vernieuwingen, en sommige daarvan nieuw voor het lokale gebied. De bloei zou het gevolg zijn een herleving van politieke en religieuze identiteit en autonomie door het uiteenvallen van het rijk van de Wari en een ander beleid van de Cajamarca. De middenperiode werd gekenmerkt door een aantal kenmerken in de kunst en ideologie, technologie en ambacht, begraafcultuur, lange-afstandshandel, religieuze culten en de verscheidenheid aan tempels en ook de structuur en autonomie van de staat. Deze kenmerken tonen dat de Sicancultuur een sterke economie had, dat er sociale verschillen waren en dat er een sterk religieus besef was, die de staat domineerde en die ervoor zorgde dat de theologische basis van de cultuur in stand bleef.

### Late periode
De late periode begon rond 1100 en duurde tot de verovering door de Chimú in 1375
Rond 1100 was er in het gebied de grootste droogte in 30 jaar. Voordat de droogte uitbrak was de Sicanvallei verbonden met de zee. Water was het centrale thema geworden in de religie van de Sican. De veranderingen van het weer waren zo catastrofaal, dat de godheid het verschil in weersomstandigheden voor de inwoners niet kon opvangen. De ceremonies kregen een karakter dat aangeeft dat de inwoners het gevoel kregen dat de natuur zich van hen afkeerde. De elite was de bemiddelaar tussen het volk en de godheid, en de godheid was de bemiddelaar tussen het weer en het volk. Na dertig jaar van onzekerheid werden tussen 1050 en 1100 de tempels die het centrum waren van de religie en de elite in brand gestoken en verlaten. Misschien kostten de vooroudercultus en het instandhouden van de elite te veel moeite. Dit werd gekoppeld aan de droogte die de landbouw in de regio verzwakte, mogelijk verzwakte dit de tolerantie van het volk voor de elite. Om het volk te redden van de ondergang was een vernieuwing van het politieke en religieuze leiderschap nodig. Dit werd echter verhinderd door het El Niño-fenomeen in 1100.
Na het afbranden en verlaten van de vroegere hoofdstad moest er een nieuwe hoofdstad gebouwd worden. Túcume of El Purgatorio werd de nieuwe hoofdstad voor de Sican. Deze stad werd gebouwd aan de samenloop van de valleien van La Leche en Lambayeque. Het werd het nieuwe religieuze en culturele centrum van de Sican. De religieuze en iconografische nalatenschap uit de middenperiode verdween onmiddellijk in de nieuwe hoofdstad. De Sican-godheid en de Sican-vorst verdwenen als onderwerpen uit de kunst in deze late periode. Andere mythologische denkbeelden uit de middenperiode bleven ook in de late periode bestaan. De religie ging terug naar de traditionele relaties met de natuur, door middel van afbeeldingen van vogels, vissen en planten die eerder in de religieuze ideeën van de Sican minder belangrijk waren geworden. Deze ideeën werden gekoppeld aan oudere culturen in het gebied van Lambayeque. De materiële cultuur zoals aardewerk en metallurgie, die niet gerelateerd waren aan de religie of politiek, bleven hetzelfde. Landbouw en irrigatie werden niet aangetast door de verandering op het politieke en religieuze vlak, zoals aangetoond is in Pampa de Chaparri en andere stedelijke nederzettingen die gebouwd waren op heuvels.
De plaats Túcume nam het religieuze en ceremoniële prestige over. De stad bevond zich op een plek waar de Sican ook in de middenperiode gewoond hadden. De grafheuvels en tempels uit de middenperiode werden in de late periode nog steeds gebruikt. In Tucume werden dezelfde soorten ceremoniële en religieuze artefacten gevonden, die van dezelfde materialen gemaakt waren als de artefacten uit de Sicancultuur. De plaats groeide in de 250 jaar van overheersing door de Sicancultuur. Tijdens de invasie van de Chimú in het gebied van de Lambayeque in 1375 waren er 26 grafheuvels in Tucume. De stad was gebouwd op een oppervlakte van ongeveer 220 hectare rond de vulkaan La Raya. Tucume werd gezien als de reorganisatie en de hereniging van de Sican-elite en de bevolking tot aan de val van Sican door de Chimu.